# Oberea walkeri
Oberea walkeri es una especie de escarabajo longicornio del género Oberea, subfamilia Lamiinae. Fue descrita científicamente por Gahan en 1894.
Se distribuye por China, Laos, Birmania y Vietnam. Mide 13-20 milímetros de longitud. El período de vuelo de esta especie ocurre en los meses de abril, mayo y junio.
Parte de la dieta de Oberea walkeri se compone de plantas de la familia Lauraceae.